# لوريا فورموسا
ليسويرس غوبي هو نوع من قراديات الشكل.

## أماكن التواجد
تم العثور على هذا النوع في البرازيل، والبرتغال، وجزر الأنتيل الفرنسية، ومنطقة البحر الأبيض المتوسط، وكذلك في الجزائر وإيطاليا وليبيا والمغرب وإسبانيا.
1. ↑  J Cooreman (1958). "Notes et observations sur les acariens. VII. Photia graeca n. sp. (Acaridiae, Canestriniidae) et Lorryia formosa n. sp. (Stomatostigmata, Tydeidae)" (PDF). Bulletin de l'Institut Royal des Sciences Naturelles de Belgique (بالإسبانية). 34 (8): 1–10. ISSN:0368-0177. QID:Q96208202.
2. ↑  "معلومات عن لوريا فورموسا". مؤرشف من الأصل في 2021-05-05.